# Gundi Scharpf
Gundi Scharpf (geb. Lindner; * 15. Mai 1941 in Lietzen, Landkreis Lebus, Provinz Brandenburg; † 12. Februar 2022) war eine deutsche Tierpflegerin und Leiterin des Jungtieraufzuchthauses des Stuttgarter Zoos Wilhelma. In den 1960er und 1970er Jahren versorgte sie Affenbabys bei sich zu Hause und entwickelte dabei eine erfolgreiche Methode, von ihren Müttern nicht angenommene Menschenaffenbabys artgerecht aufzuziehen.

## Leben
Gundi Lindner machte in den 1950er Jahren eine Ausbildung in Geflügelzucht. In der damaligen Zeit bildeten Zoos Mädchen noch nicht als Tierpflegerinnen aus. 1960 fand sie eine Anstellung als Tierpflegerin beim Stuttgarter Zoo Wilhelma. Dort lernte sie den Tierpfleger und Leiter des Affenhauses Heinz Scharpf kennen, über den in der Presse wegen der Schaufütterungen der Seelöwen gemeinsam mit einer Schimpansin viel berichtet wurde. Sie heirateten und bekamen zwei Töchter.
1962 bekam die Wilhelma vier Orang-Utans, die noch in der Wildnis gefangen worden waren. Sie waren scheu und verängstigt und Gundi Scharpf wurde zu ihrer Betreuerin. 1967 nahm eine Orang-Utan-Mutter ihren Nachwuchs nicht an. Das Ehepaar Scharpf nahm das Affenbaby mangels Alternativen zu sich nach Hause, wo sich Gundi Scharpf um es kümmerte. Ihre eigenen Kinder waren zu dem Zeitpunkt knapp 4 bzw. 1 Jahre alt. Gundi Scharpf merkte bald, dass das Affenbaby wie Menschenbabys viel Körperkontakt und Zuwendung brauchte, um sich zu entwickeln. So trug sie das Affenbaby in einem Tragebeutel am Körper, während sie ihre Hausarbeiten erledigte und die Kinder betreute. Scharpf bezeichnete die Methode, Menschenaffen wie Menschen aufzuziehen, als Durchbruch. In den Anfangsjahren der Menschenaffenhaltung hatte man auf hygienische Verhältnisse und Pfleger mit Mundschutz gesetzt. Doch Scharpf zeigte, dass Körperkontakt, Mimik und Zuneigung essentiell sind. Der Direktor der Wilhelma Dieter Jauch sagte später: „Ohne die Scharpfs gäbe es die Erfolge in Haltung und Aufzucht von Menschenaffen nicht.“
Dem ersten Affenbaby folgten noch etliche weitere Jungtiere, teils beherbergten die Scharpfs gleichzeitig sechs kleine Affen bei sich zu Hause. Im Laufe der nächsten 15 Jahre versorgte Gundi Scharpf rund 35 Jungtiere, die sie für die Wilhelma großzog.
Der Affenkindergarten bei den Scharpfs blieb bestehen, bis die Wilhelma 1982 ein Jungtieraufzuchthaus einrichtete, in dessen Bau die Erfahrungen der Scharpfs bei der Aufzucht einflossen. Gundi Scharpf wurde die Leiterin. Gemeinsam mit einer Zoologin fasste sie ihre Erfahrungen in einem Fachbericht zusammen, woraufhin andere europäische Zoos anfragten, ob sie ihre Jungtiere in das Jungtieraufzuchthaus der Wilhelma geben könnten. Scharpf berichtete später, dass sie – sowohl wegen ihres Geschlechts als auch ihrer nicht vorhandenen akademischen Ausbildung – in der Fachwelt lange nicht akzeptiert wurde. Das hätte sich erst geändert, als die von ihr aufgezogenen Affen selbst Nachwuchs bekamen und diesen vorbildlich versorgten.
Das Jungtieraufzuchthaus hatte international einen guten Ruf, weil die Tiere dort nicht vermenschlicht wurden und sich hinterher in die Herde integrieren ließen. Gundi Scharpf hat die Re-Integration dabei oftmals mitbegleitet und die Pfleger beraten. Im Jahr 2000 ging sie in Rente. Die Entstehung des neuen Affenhauses der Wilhelma, das 2013 eröffnet wurde, haben die Scharpfs noch begleitet.

## Veröffentlichungen
- Gundi Scharpf: Affenkinder in der Wilhelma. Erfahrungen und Erlebnisse aus vier Jahreszeiten. Radius, Stuttgart 2000, ISBN 3-87173-212-5.
- Marianne Holtkötter, Gundi Scharpf: Twenty years of experience with hand-reared gorillas (Gorilla g. gorilla) at Stuttgart’s Wilhelma-Zoo. In: Internationales Register und Zuchtbuch für den Gorilla (Gorilla gorilla Savage and Wyman, 1847) = International register and studbook for the gorilla (Gorilla gorilla Savage and Wyman, 1847). 1992, ZDB-ID 22164-8, S. 218–233.
- Marianne Holtkötter, Gundi Scharpf: Rearing gorillas in peer groups at the nursery of Stuttgart’s Wilhelma Zoo. In: Gorilla Gazette. Band 18, Nr. 1, 2005, S. 47–53.